# Freestyle ai XXII Giochi olimpici invernali - Gobbe maschile
La gara di gobbe maschile di freestyle dei XXII Giochi olimpici invernali di Soči si è svolto il 10 febbraio 2014 al Roza Chutor Extreme Park di Krasnaja Poljana.
Il canadese Alexandre Bilodeau si è riconfermato campione olimpico. La medaglia d'argento è andata a un altro canadese, Mikaël Kingsbury mentre il padrone di casa Aleksandr Smyšljaev ha conquistato la medaglia di bronzo.

## Programma
Gli orari sono in UTC+4.
| Giorno      | Ora   | Turno            |
| ----------- | ----- | ---------------- |
| 10 febbraio | 18:00 | Qualificazione 1 |
| 10 febbraio | 18:50 | Qualificazione 2 |
| 10 febbraio | 22:00 | Finale 1         |
| 10 febbraio | 22:35 | Finale 2         |
| 10 febbraio | 23:10 | Finale 3         |

## Risultati

### Qualificazioni
I primi 10 classificati del primo turno di qualificazione sono stati ammessi direttamente alla finale. Gli altri concorrenti sono stati ammessi al secondo turno di qualificazione.

#### Primo turno
QF — Qualificato per la finale
DNF — Ritirato
DNS — Non partito
| Pos. | #  | Atleta              | Nazione       | Tempo | Punteggio | Punteggio | Punteggio | Totale | Note |
| Pos. | #  | Atleta              | Nazione       | Tempo | Curve     | Salti     | Tempo     | Totale | Note |
| ---- | -- | ------------------- | ------------- | ----- | --------- | --------- | --------- | ------ | ---- |
| 1    | 1  | Alexandre Bilodeau  | Canada        | 25"03 | 12,8      | 5,70      | 6,20      | 24,70  | QF   |
| 2    | 2  | Mikaël Kingsbury    | Canada        | 25"75 | 12,5      | 5,45      | 5,86      | 23,81  | QF   |
| 3    | 5  | Aleksandr Smyšljaev | Russia        | 25"07 | 12,5      | 4,84      | 6,18      | 23,52  | QF   |
| 4    | 4  | Shō Endō            | Giappone      | 25"19 | 12,0      | 5,26      | 6,12      | 23,38  | QF   |
| 5    | 7  | Marc-Antoine Gagnon | Canada        | 25"44 | 11,6      | 5,30      | 6,00      | 22,90  | QF   |
| 6    | 12 | Philippe Marquis    | Canada        | 25"65 | 11,2      | 5,32      | 5,91      | 22,43  | QF   |
| 7    | 9  | Dmïtrïy Reyxerd     | Kazakistan    | 24"93 | 11,6      | 4,02      | 6,24      | 21,86  | QF   |
| 8    | 6  | Bradley Wilson      | Stati Uniti   | 23"39 | 10,9      | 3,81      | 6,97      | 21,68  | QF   |
| 9    | 28 | Brodie Summers      | Australia     | 25"73 | 10,8      | 4,89      | 5,87      | 21,56  | QF   |
| 10   | 10 | Matt Graham         | Australia     | 24"36 | 10,2      | 4.82      | 6,51      | 21,53  | QF   |
| 11   | 30 | Pavel Kolmakov      | Kazakistan    | 25"73 | 11,0      | 4.53      | 5,87      | 21,40  |      |
| 12   | 38 | Aleksej Pavlenko    | Russia        | 24"88 | 10,2      | 4.31      | 6,27      | 20,78  |      |
| 13   | 16 | Nobuyuki Nishi      | Giappone      | 24"98 | 10,6      | 3.85      | 6,22      | 20,67  |      |
| 14   | 35 | Giacomo Matiz       | Italia        | 26"48 | 10,7      | 4.40      | 5,51      | 20,61  |      |
| 15   | 25 | Choi Jae-Woo        | Corea del Sud | 24"61 | 9,0       | 5.16      | 6,40      | 20,56  |      |
| 16   | 34 | Ludvig Fjällström   | Svezia        | 26"33 | 10,2      | 4,60      | 5.58      | 20,38  |      |
| 17   | 32 | Per Spett           | Svezia        | 25"05 | 9,0       | 5,05      | 6,19      | 20,24  |      |
| 18   | 37 | Andrej Volkov       | Russia        | 25"58 | 10,2      | 3,90      | 5,94      | 20,04  |      |
| 19   | 11 | Dale Begg-Smith     | Australia     | 25"06 | 9,7       | 3,86      | 6,18      | 19,74  |      |
| 20   | 27 | Jimi Salonen        | Finlandia     | 24"53 | 8,9       | 4,31      | 6,43      | 19,64  |      |
| 21   | 36 | Sam Hall            | Australia     | 24"52 | 8,7       | 3,65      | 6,44      | 18,79  |      |
| 22   | 21 | Anthony Benna       | Francia       | 24"15 | 8,8       | 3,05      | 6,61      | 18,46  |      |
| 23   | 24 | Jussi Penttala      | Finlandia     | 24"86 | 7,5       | 4,21      | 6,28      | 17,99  |      |
| 24   | 26 | Sergej Volkov       | Russia        | 27"64 | 3,6       | 2,20      | 4,97      | 10,77  |      |
| 25   | 3  | Patrick Deneen      | Stati Uniti   | 23"64 | 1,1       | 2,41      | 6,85      | 10,36  |      |
| 26   | 29 | Arttu Kiramo        | Finlandia     | 27"18 | 1,2       | 2,71      | 5,18      | 9,09   |      |
|      | 31 | Dmïtrïy Barmaşov    | Kazakistan    | DNF   | DNF       | DNF       | DNF       | DNF    |      |
|      | 19 | Ville Miettunen     | Finlandia     | DNF   | DNF       | DNF       | DNF       | DNF    |      |
|      | 33 | Benjamin Cavet      | Francia       | DNF   | DNF       | DNF       | DNF       | DNF    |      |

#### Secondo turno
Q — Qualificato per la finale
DNF — Ritirato
DNS — Non partito
| Pos. | #  | Atleta            | Nazione       | Tempo | Punteggio | Punteggio | Punteggio | Totale | Note |
| Pos. | #  | Atleta            | Nazione       | Tempo | Curve     | Salti     | Tempo     | Totale | Note |
| ---- | -- | ----------------- | ------------- | ----- | --------- | --------- | --------- | ------ | ---- |
| 1    | 3  | Patrick Deneen    | Stati Uniti   | 24"71 | 11,5      | 4,53      | 6,35      | 22,38  | Q    |
| 2    | 25 | Choi Jae-Woo      | Corea del Sud | 26"08 | 10,9      | 5,30      | 5,70      | 21,90  | Q    |
| 3    | 27 | Jimi Salonen      | Finlandia     | 25"26 | 10,9      | 4,86      | 6,09      | 21,85  | Q    |
| 4    | 30 | Pavel Kolmakov    | Kazakistan    | 25"75 | 11,5      | 4,34      | 5,86      | 21,70  | Q    |
| 5    | 37 | Andrej Volkov     | Russia        | 25"43 | 10,6      | 4,58      | 6,01      | 21,19  | Q    |
| 6    | 38 | Aleksej Pavlenko  | Russia        | 25"61 | 11,0      | 4,04      | 5,92      | 20.96  | Q    |
| 7    | 34 | Ludvig Fjällström | Svezia        | 25"44 | 9,9       | 4,60      | 6,00      | 20,50  | Q    |
| 8    | 16 | Nobuyuki Nishi    | Giappone      | 25"96 | 11,0      | 3,65      | 5,76      | 20,41  | Q    |
| 9    | 33 | Benjamin Cavet    | Francia       | 25"37 | 9,4       | 4,68      | 6,04      | 20,12  | Q    |
| 10   | 32 | Per Spett         | Svezia        | 25"81 | 9,4       | 4,88      | 5,83      | 20,11  | Q    |
| 11   | 35 | Giacomo Matiz     | Italia        | 26"64 | 9,7       | 3,96      | 5,44      | 19,10  |      |
| 12   | 29 | Arttu Kiramo      | Finlandia     | 26"17 | 9,1       | 3,97      | 5,66      | 18,73  |      |
| 13   | 21 | Anthony Benna     | Francia       | 24"24 | 6,7       | 3,65      | 6,57      | 16,92  |      |
| 14   | 36 | Sam Hall          | Australia     | 27.54 | 3,4       | 3,09      | 5,01      | 11,50  |      |
| 15   | 11 | Dale Begg-Smith   | Australia     | 28.39 | 2,3       | 2,74      | 4,61      | 9,35   |      |
| 16   | 31 | Dmïtrïy Barmaşov  | Kazakistan    | 32.87 | 0,3       | 2,41      | 2,50      | 5,21   |      |
|      | 24 | Jussi Penttala    | Finlandia     | DNF   | DNF       | DNF       | DNF       | DNF    |      |
|      | 26 | Sergej Volkov     | Russia        | DNF   | DNF       | DNF       | DNF       | DNF    |      |
|      | 19 | Ville Miettunen   | Finlandia     | DNS   | DNS       | DNS       | DNS       | DNS    |      |

### Finale

#### Primo turno
Q — Qualificato per il secondo turno
DNF — Ritirato
DNS — Non partito
| Pos. | #  | Atleta              | Nazione       | Tempo | Punteggio | Punteggio | Punteggio | Totale | Note |
| Pos. | #  | Atleta              | Nazione       | Tempo | Curve     | Salti     | Tempo     | Totale | Note |
| ---- | -- | ------------------- | ------------- | ----- | --------- | --------- | --------- | ------ | ---- |
| 1    | 5  | Aleksandr Smyšljaev | Russia        | 25"14 | 12,7      | 5,52      | 6,15      | 24,37  | Q    |
| 2    | 12 | Philippe Marquis    | Canada        | 24"58 | 12,4      | 5,51      | 6,41      | 24,32  | Q    |
| 3    | 2  | Mikaël Kingsbury    | Canada        | 26"32 | 12,4      | 6,32      | 5,59      | 24,31  | Q    |
| 4    | 7  | Marc-Antoine Gagnon | Canada        | 25"79 | 11,8      | 5,81      | 5,84      | 23,45  | Q    |
| 5    | 9  | Dmïtrïy Reyxerd     | Kazakistan    | 25"21 | 12,1      | 4,89      | 6,11      | 23,10  | Q    |
| 6    | 33 | Benjamin Cavet      | Francia       | 25"85 | 11,5      | 5,66      | 5,81      | 22,97  | Q    |
| 7    | 10 | Matt Graham         | Australia     | 24"85 | 11,4      | 4,81      | 6,28      | 22,49  | Q    |
| 8    | 1  | Alexandre Bilodeau  | Canada        | 24"78 | 11,0      | 5,17      | 6,32      | 22,49  | Q    |
| 9    | 3  | Patrick Deneen      | Stati Uniti   | 24"67 | 11,6      | 4,30      | 6,37      | 22,27  | Q    |
| 10   | 25 | Choi Jae-Woo        | Corea del Sud | 25"27 | 10,6      | 5,43      | 6,08      | 22,11  | Q    |
| 11   | 30 | Pavel Kolmakov      | Kazakistan    | 25"30 | 11,0      | 4,75      | 6,07      | 21,82  | Q    |
| 12   | 32 | Per Spett           | Svezia        | 25"17 | 10,9      | 4,78      | 6,13      | 21,81  | Q    |
| 13   | 28 | Brodie Summers      | Australia     | 25"73 | 11,4      | 4,51      | 5,87      | 21,78  |      |
| 14   | 16 | Nobuyuki Nishi      | Giappone      | 24"73 | 11,4      | 3,99      | 6,34      | 21,73  |      |
| 15   | 4  | Shō Endō            | Giappone      | 25"53 | 10,6      | 5,17      | 5,96      | 21,73  |      |
| 16   | 38 | Aleksej Pavlenko    | Russia        | 24"90 | 10,8      | 4,60      | 6,26      | 21,66  |      |
| 17   | 37 | Andrej Volkov       | Russia        | 26"17 | 11,4      | 4,58      | 5,66      | 21,64  |      |
| 18   | 27 | Jimi Salonen        | Finlandia     | 24"77 | 9,5       | 4,93      | 6,32      | 20,75  |      |
| 19   | 34 | Ludvig Fjällström   | Svezia        | 25"30 | 9,5       | 4,26      | 6,07      | 19,83  |      |
| 20   | 6  | Bradley Wilson      | Stati Uniti   | 24"83 | 1,5       | 2,11      | 6,29      | 9,90   |      |

#### Secondo turno
Q — Qualificato per il terzo turno
DNF — Ritirato
DNS — Non partito
| Pos. | #  | Atleta              | Nazione       | Tempo | Punteggio | Punteggio | Punteggio | Totale | Note |
| Pos. | #  | Atleta              | Nazione       | Tempo | Curve     | Salti     | Tempo     | Totale | Note |
| ---- | -- | ------------------- | ------------- | ----- | --------- | --------- | --------- | ------ | ---- |
| 1    | 2  | Mikaël Kingsbury    | Canada        | 26"37 | 12,5      | 6,47      | 5,57      | 24,54  | Q    |
| 2    | 7  | Marc-Antoine Gagnon | Canada        | 25"61 | 12,2      | 6,04      | 5,92      | 24,16  | Q    |
| 3    | 1  | Alexandre Bilodeau  | Canada        | 25"91 | 12,2      | 5,91      | 5,78      | 23,89  | Q    |
| 4    | 5  | Aleksandr Smyšljaev | Russia        | 25"22 | 12,6      | 5,14      | 6,11      | 23,85  | Q    |
| 5    | 9  | Dmïtrïy Reyxerd     | Kazakistan    | 24"71 | 12,2      | 4,93      | 6,35      | 23,48  | Q    |
| 6    | 3  | Patrick Deneen      | Stati Uniti   | 24"00 | 11,7      | 4,94      | 6,68      | 23,32  | Q    |
| 7    | 10 | Matt Graham         | Australia     | 25"08 | 12,1      | 5,04      | 6,17      | 23,31  |      |
| 8    | 33 | Benjamin Cavet      | Francia       | 26"31 | 11,0      | 5,87      | 5,59      | 22,46  |      |
| 9    | 12 | Philippe Marquis    | Canada        | 24"07 | 10,1      | 5,50      | 6,65      | 22,25  |      |
| 10   | 30 | Pavel Kolmakov      | Kazakistan    | 25"73 | 10,7      | 3,46      | 5,87      | 20,03  |      |
| 11   | 32 | Per Spett           | Svezia        | 27"39 | 3,5       | 4,88      | 5,09      | 13,47  |      |
|      | 25 | Choi Jae-Woo        | Corea del Sud | DNF   | DNF       | DNF       | DNF       | DNF    |      |

#### Terzo turno
| Pos.    | # | Atleta              | Nazione     | Tempo | Punteggio | Punteggio | Punteggio | Totale |
| Pos.    | # | Atleta              | Nazione     | Tempo | Curve     | Salti     | Tempo     | Totale |
| ------- | - | ------------------- | ----------- | ----- | --------- | --------- | --------- | ------ |
| Oro     | 1 | Alexandre Bilodeau  | Canada      | 24"81 | 13,1      | 6,91      | 6,30      | 26,31  |
| Argento | 2 | Mikaël Kingsbury    | Canada      | 25"25 | 12,0      | 6,62      | 6,09      | 24,71  |
| Bronzo  | 5 | Aleksandr Smyšljaev | Russia      | 24"94 | 12,4      | 5,70      | 6,24      | 24,34  |
| 4       | 7 | Marc-Antoine Gagnon | Canada      | 25"56 | 11,5      | 5,90      | 5,95      | 23,35  |
| 5       | 9 | Dmïtrïy Reyxerd     | Kazakistan  | 24"21 | 11,4      | 4,82      | 6,58      | 22,80  |
| 6       | 3 | Patrick Deneen      | Stati Uniti | 23"83 | 11,0      | 4,40      | 6,76      | 22,16  |